# 马蒂亚斯·宾德尔
马蒂亚斯·宾德尔（德語：Mathias Binder，1972年7月24日—），瑞士男子赛艇运动员。他曾代表瑞士参加世界赛艇锦标赛，获得一枚金牌。他也曾参加1996年夏季奥林匹克运动会。